# Igor Korniljewitsch Smolitsch
Igor Korniljewitsch Smolitsch (russisch Игорь Корнильевич Смолич; * 27. Januarjul. / 8. Februar 1898greg. in Uman, Gouvernement Kiew, Russisches Kaiserreich; † 2. November 1970 in Berlin) war ein russischer Offizier, Teilnehmer des Bürgerkriegs auf der Seite der Weißen Armee im Süden Russlands und nach seiner Emigration Kirchenhistoriker der Russisch-Orthodoxen Kirche.

## Leben
Igor Smolitsch kam 1898 in der heute ukrainischen Stadt Uman zur Welt. Nachdem er 1916 im podolischen Schmerynka sein Abitur gemacht hatte, trat er ins Polytechnischen Institut in Kiew ein. Am russischen Bürgerkrieg nahm er als Offizier in der Armee von Denkin und Kornilow teil und zog sich zahlreiche Verletzungen zu. Mit den Resten von Wrangels Armee kam er 1920 nach Konstantinopel, von wo aus er 1923 nach Berlin emigrierte, nachdem er sich in der Türkei als Holzfäller, Hilfskoch und Nachtwächter durchgeschlagen hatte. Seine Eltern starben bereits vor dem Bürgerkrieg und seine Geschwister, von denen sein jüngerer Bruder Jurij Smolytsch als Schriftsteller Karriere in der Sowjetunion machte, traf er nie wieder.
Ein Stipendium machte es ihm 1923 möglich, am Russischen Wissenschaftlichen Institut in Berlin zu studieren, wo er am Friedrichwerderschen Markt die Vorlesungen russischer Emigranten, darunter Nikolai Berdjajew, Lew Karsawin (Лев Платонович Карсавин; 1882–1952), Alexander Kiesewetter, Wenedikt Mjakotin (Венедикт Александрович Мякотин; 1867–1937) und Wsewolod Stratonow (Всеволод Викторович Стратонов; 1869–1938) besuchte und ein volles Studium der russischen Geschichte und Literatur mit einer umfassenden Arbeit Zur Geschichte der Kolonisation des Wolgagebietes im 16. und 17. Jh. absolvierte. Nach der Auflösung des Russischen Wissenschaftlichen Instituts wechselte er 1925 an die Friedrich-Wilhelms-Universität, wo er Mittelalterliche und Neuere russische Geschichte studierte. Seine Dissertation über Leben und Weltanschauung von Iwan Kirejewski reichte er 1930 ein und im folgenden Jahr legte er bei Robert Holtzmann, Karl Stählin und Max Vasmer das Rigorosum ab und wurde Doktor der Philosophie.
Bei seinem Freund Jakob Hegner publizierte er 1936 sein erstes Buch mit dem Titel Leben und Lehre der Starezen, das 1952 ein zweites Mal aufgelegt und 1967 ins Französische übersetzt wurde. Diesem folgte 1940 das Werk Das altrussische Mönchstum, welches er 1953 in sein Werk Russisches Mönchtum. Entstehung, Entwicklung und Wesen. 988–1917, Würzburg 1953 = Das östliche Christentum, N.F. 10/11 übernahm.
Nach dem Zweiten Weltkrieg war er bis 1948 im Antiquariat tätig und lehnte, aufgrund seiner im Bürgerkrieg zugezogenen Verletzungen, eine Professur an der Universität Greifswald ab. Nach 1948 konnte er sich wieder seiner wissenschaftlichen Arbeit widmen, da seine Frau eine gutgehende Arztpraxis in Berlin-Treptow unterhielt, und wurde wissenschaftlicher Mitarbeiter am Osteuropa-Institut der Freien Universität Berlin. Er starb in seinem 73. Lebensjahr in Berlin und wurde auf dem Russischen Friedhof Tegel bestattet.

## Ehrungen
- 1964 ernannte ihn das Institut de Théologie Orthodoxe Saint-Serge in Paris zum Docteur ès sciences ecclésiastiques (Doktor der Kirchenwissenschaften) ehrenhalber.[2]